# Jorge Rossy
Jorge « Jordi » Rossy né le 21 août 1964 à Barcelone, est un batteur, pianiste et vibraphoniste de jazz espagnol. Sa participation au mythique trio de Brad Mehldau de 1993 à 2006 le promeut sur la scène internationale.

## Biographie
Jorge Rossy commence l'apprentissage de la batterie à l'âge de onze ans. De 1980 (il a alors 16 ans) à 1989, il participe avec des musiciens de la scène jazz espagnole et internationale à des concerts, des festivals, et des enregistrements : Woody Shaw, Kenny Wheeler, Jack Walrath, Dave Schnitter, Sal Nistico, Sean Levitt, parmi d'autres.

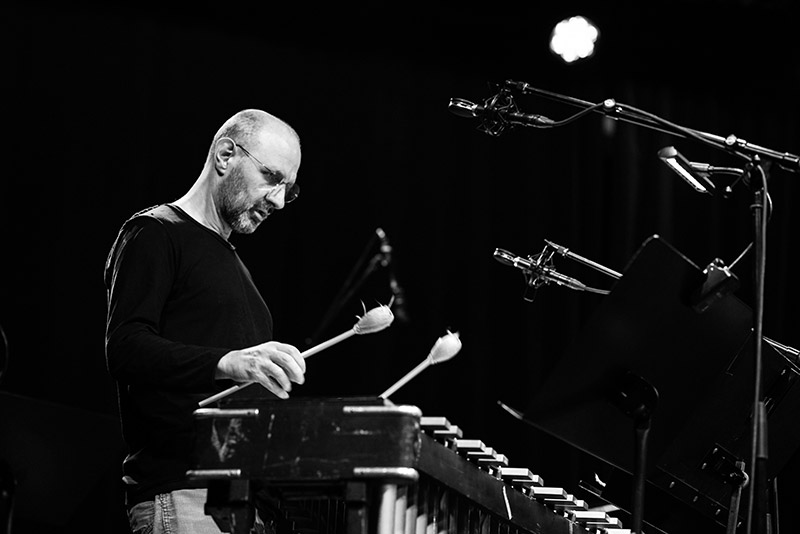
Jorge Rossy au vibraphone, 2018

En 1989, il déménage à Boston pour étudier la trompette au prestigieux Berklee College of Music. Il commence à développer sa notoriété auprès de musiciens de passage, et intègre le trio de Danilo Perez pour des concerts à Boston, à New York, puis une tournée au Panama et en France, à la suite de quoi il rejoint le sextet de Paquito D'Rivera avec qui il restera deux ans.
En 1991, il s'installe à New York et enregistre avec les musiciens de la nouvelle scène de jazz américaine parmi lesquels Mark Turner, Chris Cheek, Seamus Blake, Kurt Rosenwiekel. Sur scène il accompagne Brad Mehldau, Ethan Iverson, Reid Anderson, Avishai Cohen, Joe Martin, et Freddie Bryant.
C'est à partir de 1995 que Jorge Rossy démarre sa collaboration avec Brad Mehldau, en intégrant son célèbre trio. Il participe aussi aux concerts et tournées du groupe The Bloomdaddies, un quintet électrique avec Chris Cheek, Seamus Blake, Jesse Murphy et un deuxième batteur, au départ Dan Reiser, puis Tony Mason. Il joue également et enregistre avec Joshua Redman, Bill McHenry, Bruce Barth, Mike Kanan, Ben Monder, Nat Su, Steve Wilson, Mark Johnson, Larry Grenadier, et Ben Street.
Jorge Rossy revient à Barcelone en 2000 pour retrouver sa famille et perfectionner son jeu au piano. Il joue et enregistre au piano avec le quintet de Jordi Matas et le septet de Joe Smith, et participe à différents projets avec Guillermo Klein, notamment au Merkin Hall à New York et à l'auditorium de la Bibliothèque du Congrès à Washington
En 2006 il enregistre son premier album, Wicca, en tant que leader, avec Albert Sanz à l'orgue Hammond et RJ Miller à la batterie. Son deuxième album, Ivlianus Suite, reprend la même section rythmique avec Chris Cheeks au saxophone et son fils Felix Rossy à la trompette.
En tant que pianiste, il joue sur la scène internationale avec notamment Lee Konitz, Charlie Haden's Quartet West et Land of the Sun Septet, Carla Bley's Liberation Orchestra, Joe Lovano’s Quartet Europa, Kurt Rosenwinkel, Seamus Blake, Trio 2000 avec Chick Corea et Niels-Henning Ørsted Pedersen, ainsi qu'un nouveau trio avec Brad Mehldau et Charlie Haden.
Il enregistre plusieurs albums en tant que leader au vibraphone dont Stay There en 2015 et Beyond Sunday en 2018, avec Mark Turner, Al Foster, Jaume Llombart et Doug Weiss.

## Discographie

### Comme leader ou co-leader
- Onix (CFE, 1984)
- Neptuno Blues, Big Band Del Taller De Musicos De Barcelona (1986)
- Cançons Populars, Lluis Vidal (Origen, 1988)
- Ictus (1989)
- T-Bop, as Eric Felten / Jimmy Knepper (SoulNote, 1993)
- Speak Low, avec Victor de Diego (Taller De Músics, 1993)
- The Answer!, avec Klaus Ignatzek (Candid, 1993)
- When I Fall in Love avec Brad Mehldau (Fresh Sound New Talent, 1993)
- German Songs, avec Till Brönner et le Deutsches Symphonie Orchester Berlin (Minor Music, 1996)
- Orquestra Taller De Músics De Barcelona (Justine, 1997)
- Dirty Show Tunes, avec Reid Anderson (Fresh Sound New Talent, 1997)
- The Music Of Mercedes Rossy (Fresh Sound New Talent, 1998)
- Shut Wide Open, Bruce Gertz (Double Times Records, 1998)
- Construction Zone (Originals), Ethan Iverson (Fresh Sound New Talent, 1998)
- Deconstruction Zone (Standards), Ethan Iverson (Fresh Sound New Talent, 1998)
- East Coast Love Affair, avec Kurt Rosenwiekel et Avishai Cohen (Fresh Sound New Talent, 1999)
- The Dreamer, Amos Hoffman (Fresh Sound New Talent, 1999)
- Stranger Things Have Happened, Seamus Blake (Fresh Sound New Talent, 1999)
- Made By Walking, Tim Garland (Stretch Records, 2000)
- Earth Life, Jaromír Honzák (Cube Metier, 2000)
- Middlehope, Rebecca Martin (2001)
- All That Matas, Jordi Matas (Fresh Sounds Records, 2003)
- Unreleased Recordings, Sean O'Rourke Levitt (Taller De Músics, 2003)
- Wicca (Fresh Sounds Records, 2007)
- Wandering Song, David Dorůžka (Fresh Sounds Records, 2009)
- Ivlianus Suite (ContraBaix /Karonte, 2010)
- Wonderland avec Tomas Sauter (Catwakk, 2011)
- Iri's Blues (Moskito Records, 2012)
- Passport, avec Pietro Tonolo (Parco Della Musica Records, 2012)
- Out Of The Bird's Eye, avec Andy Scherrer (TCB Records, 2013)
- Perceptions, avec Tomas Sauter (Catwalk, 2013)
- Costumes Are Mandatory, avec Ethan Iverson (HighNote, 2013)
- Into The Woodwork, Steve Swallow et Carla Bley (XtraWATT, 2013), ffff Télérama[8]
- Lets's Sing Again, avec Guillem Arnedo Band et Celeste Alias, (Swif Records, 2014)
- Aphorism , avec Michael Beck (2015)
- Gershwin (Swit Records, 2015)
- Stay There (Pirouet, 2015)
- Fox, avec Pierre Perchaud (Jazz & People, 2016)
- Pelican Blues, avec Pierre Perchaud (Jazz & People, 2017)
- Schlitten, avec Pierre Perchaud et wWilliam Evans (QFTF, 2017)
- Love And Other Simple Matters, avec Roberto Tarenzi (Via Veneto Jazz, 2017)
- Toni Vaquer And The Voodoo Children Collective – Volume 1 (Fresh Sound New Talent, 2017)
- Beyond Sunday (Jazz & People, 2018)
- Gershwin (Swif Records, 2018)
- Bud (Swif Records, 2018)

### Comme sideman
Avec Brad Mehldau
- New York-Barcelona Crossing, Volumen 1 (Fresh Sound New Talent, 1993)
- New York-Barcelona Crossing, Volumen 2 (Fresh Sound New Talent, 1993)
- Introducing Brad Mehldau (Warner Bros., 1995)
- The Art of the Trio, Vol. 1 (Warner Bros., 1997)
- Live at The Village Vanguard: The Art of the Trio, Vol. 2 (Warner Bros., 1998)
- Songs: The Art of the Trio, Vol. 3 (Warner Bros., 1998)
- The Art of the Trio, Vol. 4: Back at The Vanguard (Warner Bros., 1999)
- Places (Warner Bros., 2000)
- Progression: The Art of the Trio, Vol. 5 (Warner Bros., 2001)
- Largo (Warner Bros., 2002)
- Anything Goes (Warner Bros., 2004)
- House on Hill (Nonesuch, 2006)

Avec Chris Cheek
- I wish I knew (Fresh Sound, 1997)
- A girl named Joe (Fresh Sound, 1997)
- Vine (Fresh Sound, 1999)
- Live at Jamboree: Guilty (Fresh Sound, 2000)
- Live at Jamboree: Lazy Afternoon (Fresh Sound, 2002)
- Blues Cruise (Fresh Sound, 2005)
- Saturday Songs (Sunnyside, 2016)

Avec The Bloomdaddies
- Mosh for lovers (1995)
- Racer X (2002)

Avec Avishai Cohen
- Adama (Stretch, 1997)

Avec Paquito d'Rivera
- Havana Cafe (Chesky Records, 1992)

Avec Dan Faulk
- Spirits in the Night (Fresh Sound, 1996)

Avec Mark Turner
- Yam Yam (Criss Cross Jazz, 1995)
- In This World (Warner Bros., 1998)